# Morning Star (альбом)
Morning Star (рус. Утренняя звезда) — седьмой студийный альбом шведской дэт-металлической группы Entombed, выпущен в 2001 году на лейбле Music for Nations.

## Об альбоме
Запись Morning Star проходила в стокгольмских студиях Polar Studios, Das Boot Studio и Dog Pound Audio.
Песня «When It Hits Home» написана под влиянием фильма Адвокат дьявола.
По мнению обозревателя сайта About.com Дэвида Е. Гелке, «Morning Star — альбом, в котором группа вернулась к их классическому дэт-н-ролльному звуку. Такие треки, как „Chief Rebel Angel“ и „Young Man Nihilist“ делают альбом их лучшим творением со времён Wolverine Blues».

## Список композиций
1. «Chief Rebel Angel» — 4:40
2. «I for an Eye» — 3:10
3. «Bringer of Light» — 4:02
4. «Ensemble of the Restless» — 2:38
5. «Out of Heaven» — 3:39
6. «Young Man Nihilist» — 2:46
7. «Year One Now» — 1:56
8. «Fractures» — 3:36
9. «When It Hits Home» — 2:24
10. «City of Ghosts» — 2:32
11. «About to Die» — 2:14
12. «Mental Twin» — 3:16

## Участники записи
- Jörgen Sandström — бас-гитара
- Peter Stjärnvind — ударные
- Alex Hellid — гитара
- Uffe Cederlund — гитара, клавишные, бэк-вокал
- Lars Göran Petrov — вокал
- John Brinck — фото